# Passerelle piétonne de Neuilly
La passerelle piétonne de Neuilly  franchit le petit bras de la Seine entre l'Île de la Jatte à Neuilly-sur-Seine, en banlieue parisienne. L'entrée sur la passerelle se fait à partir du boulevard Général-Leclerc à Neuilly-sur-Seine, en face du boulevard d'Argenson.